# ホレース・タットル

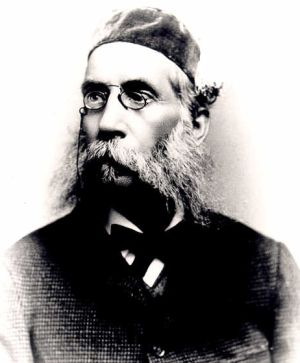
ホレース・タットル

ホレース・タットル（Horace Parnell Tuttle、1837年3月17日 - 1923年8月）は、アメリカ合衆国の天文学者。多くの彗星の発見者である。
1857年にハーバード大学天文台の助手となった。多くの彗星の発見者、共同発見者となり、その中にはしし座流星群の母天体である55P/テンペル・タットル彗星やペルセウス座流星群の母天体である109P/スイフト・タットル彗星があり、他に8P/タットル彗星、41P/タットル・ジャコビニ・クレサーク彗星を発見した。アサフ・ホールの助けを得て、天体の軌道を計算した。小惑星(66)マーヤと(73)クリティアも発見した。
1862年に主計官として南北戦争に参加し、9年間軍務についた。その後アメリカ海軍の測地事業に参加した。1884年からアメリカ海軍天文台で働いた。
小惑星 (5036) タットルは彼の名前にちなんでいる。